# Lontra (araldica)
In araldica la lontra compare quasi esclusivamente negli stemmi civici.

Lontra d'azzurro (stemma di Grambek, Germania)
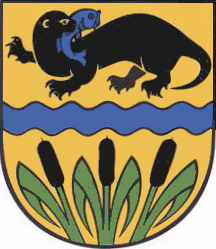
Lontra di nero, con la testa rivolta (Rohrbach, Germania
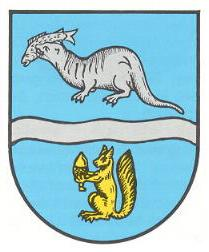
Lontra d'argento tenente un pesce con la bocca (Otterbach, Germania)
Lontra di nero (Männedorf, Svizzera)
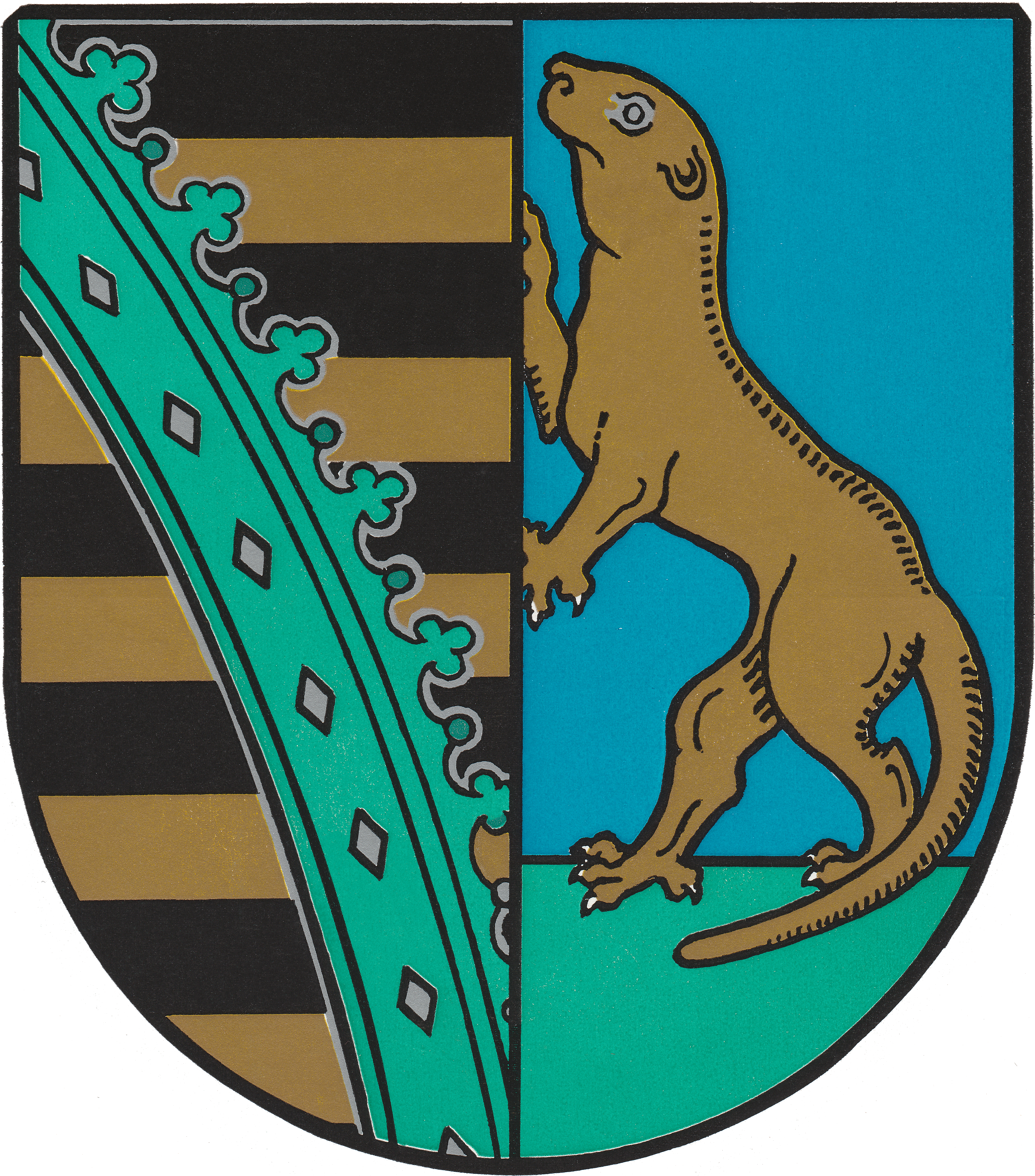
Lontra rampante d'oro (Otterndorf, Germania)
Lontra d'oro, posta in palo (Canal San Bovo)
Lontra passante al naturale (Imer)
Lontra rampante di nero (Saint-Gingolph, Francia)

## Traduzioni
- Francese: loutre
- Inglese: otter
- Tedesco: Otter, Fishotter
- Spagnolo: nutria

- Wikimedia Commons contiene immagini o altri file su lontra